# 秘火
在J. R. R. 托爾金的虛構神話中，秘火（Secret Fire） 和不滅之火（Flame Imperishable）是一种神秘力量,它有可能也被称做雅諾的火焰（Flame of Anor）。
秘火，也叫不滅之火，有可能是伊露维塔創造能力的体現。
——于是伊露维塔对他们说：「如今我向你们宣布的这主题，我愿汝等和声共创一伟大乐章。我已用不灭之火点燃你们，汝等当各尽所能装饰这主题，各以自己的思维和才能，勉力为之。我将静坐倾听，为那透过你们而被召唤出来的绝美诗歌感到欣喜。」
—— 《精灵宝钻：维拉本纪》

秘火是与伊露维塔伴随而生的，但是米尔寇希望得到与伊露维塔均等的能力，他多次去找寻，却徒劳无功。正是由于他对秘火的渴望造成了他反叛伊露维塔（让人联想到《失乐园》中撒但的堕落）。后来伊露维塔将秘火放置于阿尔达的中心。
——随后，伊露维塔将他们所见的美景转为具体的物质存在，并将这存在安置于虚空之中，又将秘火安设在宇宙的中心燃烧；精灵称它为一亚。
—— 《精灵宝钻：维拉本纪》
秘火同样也被描述为所有菲阿(Fëa and hröa)的一部分：它是赐予有感觉的生灵能够独立思考的礼物。如果没有秘火，新的生物就不能被创造。在谈及半兽人时，佛罗多·巴金斯对山姆解释到：
——“孕育他们的魔影只会模仿，它无法创造出完全属于它自己的新生物。”
——王者再临: 西力斯昂哥之塔
灰袍甘道夫在凯萨督姆大桥面对炎魔时同时提到了秘火和雅诺的火焰：
——“你无法通过”，他说到。半兽人们都止住了，而后是完全的寂静。“我是秘火的仆人，雅诺火焰的携带者。黑暗之火在此也无助于你，乌顿的邪焰。你无法通过。”
——魔戒远征队：凯萨督姆之桥

在托尔金的奇幻世界中雅诺是太阳的一个名字，同时也是真西地（维林诺）的一个别名，相对应的乌顿的意思则是地狱。有些人推测甘道夫所说的“雅诺的火焰”就是表示他使用着精灵三戒之一的纳雅。雅诺的火焰与秘火是否是同一样东西并不确定，但是雅诺的火焰与秘火同时表示甘道夫是维拉的一个仆从。雅诺的火焰可能是甘道夫发出光与火之力量的来源。